# Dorno
Dorno es una localidad y comune italiana de la provincia de Pavía, región de Lombardía, con 4511 habitantes.

## Evolución demográfica
| Gráfica de evolución demográfica de Dorno entre 1861 y 2001 |
|                                                             |
| Fuente ISTAT - elaboración gráfica de Wikipedia             |